# 徳島津田インターチェンジ
徳島津田インターチェンジ（とくしまつだインターチェンジ）は、徳島県徳島市津田海岸町にある徳島南部自動車道のインターチェンジ（地域活性化インターチェンジ）である。
2015年8月5日に当IC設置の連結許可が下りた。

## 歴史

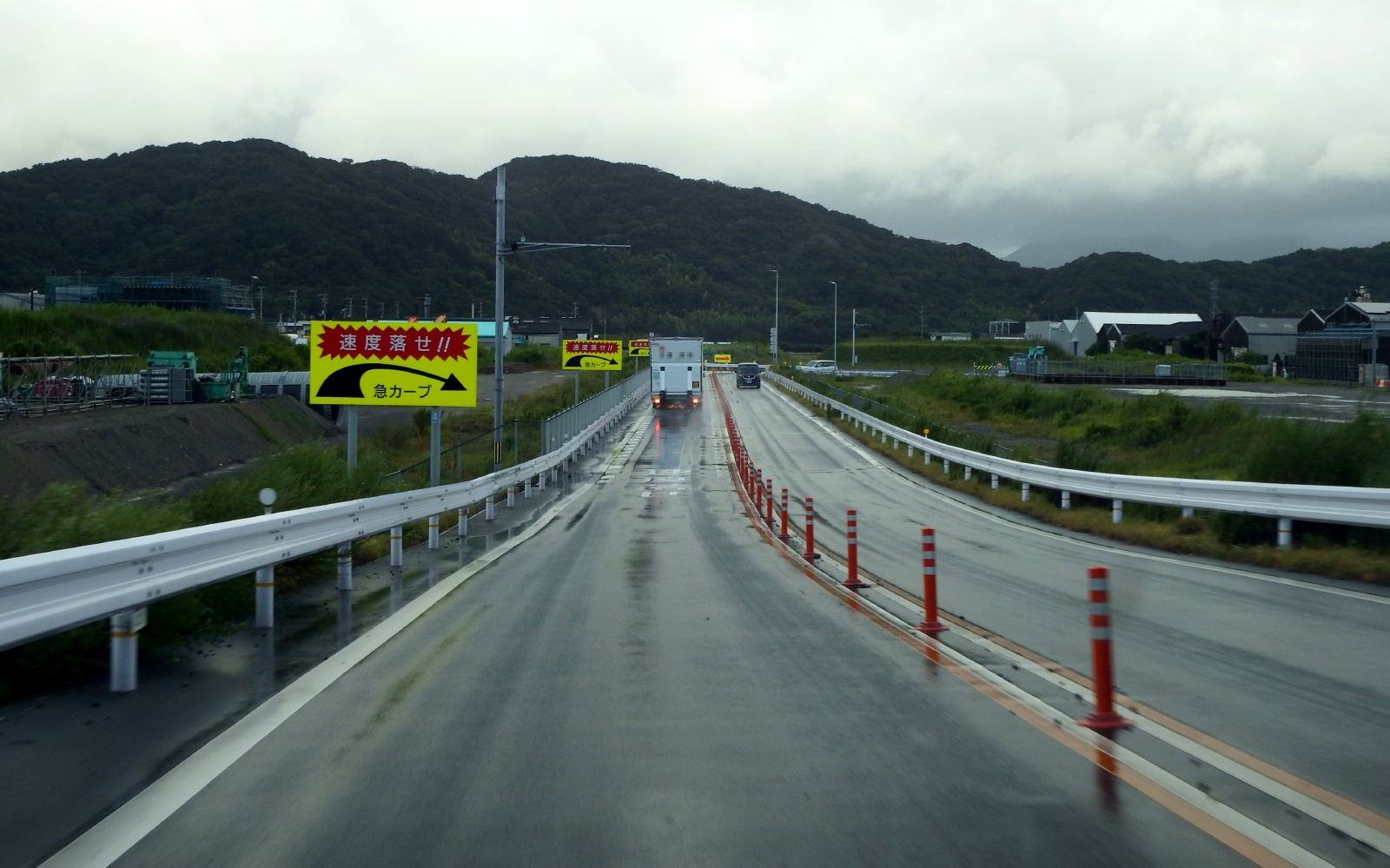
一般道への出口

- 2015年（平成27年）8月5日：当IC設置の連結許可が下りる[1]。
- 2020年（令和2年）
  - 10月2日：IC名称が「津田IC（仮称）」から「徳島津田IC」に正式決定[2]。
  - 10月23日：当ICのフル化（阿南方面出入口新設）の連結許可が下りる[3]。
- 2021年（令和3年）3月21日：徳島津田IC - 徳島沖洲IC間開通に伴い、供用開始[4]。

## 周辺
- 津田寺
- 津田八幡神社
- 徳島県木材団地（徳島市勤労者体育館・徳島県木材センター）
- 徳島小松島港
- 徳島県環境技術センター検査センター
- マルナカ徳島店

## 接続する道路
- E55 徳島南部自動車道

### 直接道路
- 徳島県道129号徳島津田インター線

### 間接道路
- 徳島県道120号徳島小松島線
- 徳島外環状道路（徳島県道29号徳島環状線）

## 隣
E55 徳島南部自動車道
小松島IC（事業中） - (2) 徳島津田IC - (1) 徳島沖洲IC